# البطولات الفرنسية 1909 (كرة مضرب)
في دورة رولان غاروس الدولية عام 1909 فاز في بطولة فردي الرجال اللاعب ( الفرنسي) ماكس ديسوجايس (Max Decugis).

## الأبطال
وفي عام 1909، أقيمت البطولة الفرنسية للمرة الأولى والوحيدة خارج باريس. تقام المباراة في ملاعب Société Athletic de la Villa Primrose في بوردو، وهو أكبر نادي إقليمي.
فردي الرجال فاز به ماكس ديكوجيس، متغلبًا على منافسه الأبدي موريس جيرموت في خمس جولات لعبت في ساعتين و 01 دقيقة.
فازت جين ماثي بأول ألقابها كبطلة فرنسية في فردي السيدات وزوجي السيدات مع ديزي سبيرانزا والزوجي المختلط مع ماكس ديكوجيس.